# IAV GmbH
IAV GmbH Ingenieurgesellschaft Auto und Verkehr ist mit mehr als 7000 Mitarbeitern einer der weltweit führenden Hochtechnologie-Dienstleister der Automobilindustrie.

## Geschichte
IAV entstand 1983 als Ausgründung der TU Berlin auf Initiative des damaligen Leiters des Fachgebiets Kraftfahrzeuge der TU Berlin, Hermann Appel. Das Unternehmen entwickelt seitdem Konzepte und Technologien für Fahrzeuge.

## Unternehmen
Zu den Kerntätigkeiten der IAV gehören Entwicklungsarbeiten für serientaugliche Lösungen in allen Bereichen der Elektronik-, Antriebsstrang- und Fahrzeugentwicklung. Zu den Kunden zählen weltweit alle namhaften Automobilhersteller und Zulieferer. Neben den Entwicklungszentren in Berlin, Gifhorn und Chemnitz/Stollberg verfügt IAV über weitere Standorte in Europa, Asien sowie Nord- und Südamerika wie etwa Prüfzentren.
Seit 2022 fährt das Unternehmen eine neue Strategie als „Tech Solution Provider“, woraufhin es sich weiter internationalisiert und neue Märkte in Software, Energiesektor und Landwirtschaft erschließt.

### Gesellschafter
- Volkswagen AG – 50 %
- IAV GmbH – 50 %

### Tätigkeitsbereiche
IAV wirkte u. a. mit an Projekten wie dem 1-Liter-Auto von VW, der Anpassung des 5-Zylinder-TDI-Motors für den Volvo 850, dem Motormanagement und der Getriebesteuerung des 3-Liter-Lupo sowie dem Öko-Polo von VW, der bereits 1987 mit Dieselrußpartikelfilter ausgestattet war und einen durchschnittlichen Verbrauch von 1,7 l/100 km hatte.
Der Entwicklungsdienstleister beteiligt sich außerdem an Forschungsprojekten zur künftigen Mobilität. So war IAV am Shuttle-Projekt „HEAT“ (Hamburg Electric Autonomous Transportation) der Hamburger Hochbahn maßgeblich beteiligt. Wie weitere Mitbewerber der Automobilindustrie kündigte Jörg Astalosch 2025 eine Ausweitung der unternehmenseigenen Rüstungssparte an.

## Standorte

### Entwicklungszentren
- Berlin (Zentrale)
- Gifhorn (größte Niederlassung)
- Chemnitz / Stollberg

### Standorte
- Dresden
- Friedrichshafen
- Ingolstadt
- Kassel
- München
- Neckarsulm
- Nürnberg
- Rostock
- Sindelfingen
- Weissach
- Heimsheim[4]
- Pune

### Tochtergesellschaften
Asien
- IAV Automotive Engineering (Shanghai) Co. Ltd.
- IAV Co., Ltd. (Japan)
- IAV Korea Co., Ltd.

Europa
- consulting4drive GmbH  (Strategie- & Management-Beratung)
- IAV Automotive Engineering AB (Schweden)
- IAV Cars GmbH
- IAV Fahrzeugsicherheit GmbH & Co. KG
- IAV France SAS
- TRE GmbH
- IAV Poland Sp. z.o.o.
- SynSpace Group GmbH

Nord-/Südamerika
- IAV Automotive Engineering Inc. (USA)
- IAV do Brasil Ltda.

## Kritik
Ingenieure des Autozulieferers IAV waren bei Manipulation von Abgaswerten für Dieselmotoren, vornehmlich für VW, beteiligt. Dies führte zu einem entsprechenden Strafverfahren, welches abschließend mit einem Bußgeldbescheid beschieden wurde. Die Firma akzeptierte diese Strafzahlung.